# Rummu Jüri
Rummu Jüri (Jüri Rummo ; 2 août (21 juillet) 1856 dans la commune de Kehtna – ?) est un nomade, voleur et braqueur estonien. Il est devenu l'archétype du héros populaire estonien, hors-la-loi qui vole les riches pour donner aux pauvres. Bien que surtout connu pour son égalitarisme matérialiste, dans les histoires il poursuit également d'autres types d'égalité et de justice.

## Rummu Jüri dans la littérature
- Andres Ehin (et), Rummu Jüri mälestused (« Les Mémoires de Rummu Jüri »; publié par Elmatar, 1996)

## Rummu Jüri au cinéma
- Jüri Rumm, (1929) de Konstantin Märska
- Jüri Rumm, (1994) de Jaan Kolberg (et)

## Source de la traduction
- (en) Cet article est partiellement ou en totalité issu de l’article de Wikipédia en anglais intitulé « Rummu Jüri » (voir la liste des auteurs).